# 平田健二
平田 健二（ひらた けんじ、1944年〈昭和19年〉1月4日 ‐ ）は、日本の政治家。勲等は旭日大綬章。
参議院議員（3期）、参議院議長（第29代）、参議院財政金融委員長、民主党参議院幹事長などを歴任した。

## 来歴
大分県大分市生まれ、宮崎県延岡市で育つ。延岡市立延岡中学校卒業後、奨学金が支給される旭化成工科学院に学んだ。卒業後、旭化成工業に入社した。その後UIゼンセン同盟に加入し、連合三重事務局長を務める。
1995年、第17回参議院議員通常選挙に新進党公認で岐阜県選挙区から出馬し、初当選。1997年末の新進党解党により、旧民社党系議員が集まった新党友愛を経て、1998年の民主党結党に参加。
政権交代後の2009年10月、参議院国会対策委員長に就任。2010年6月に民主党代表に就任した菅直人の下でも再任されるが、同年9月の菅改造内閣での柳田稔参院幹事長の法相就任に伴い、柳田の後任の参院幹事長に就任する。
2011年11月14日、西岡武夫参議院議長の死去に伴い、当日の本会議にて参議院議長に選出された。当選3回で閣僚未経験の平田を後任の議長とすることについて、自由民主党は当選4回で閣僚経験のある副議長の尾辻秀久とバランスを欠くとして当初難色を示したが、最終的には同意し、選出投票は全会一致であった。
2013年7月28日、第23回参議院議員通常選挙不出馬の為、政界引退。2014年11月3日、「多年にわたり国会議員として議案審議の重責を果たすとともに、参議院議長等として国会の円滑な運営に寄与した」功労により旭日大綬章が授与された。
その後は民主党、民進党で岐阜県連常任顧問を務めた。

## 発言
野党時代
- 2008年12月16日、同月15日に参議院に民主・社民・国民新3党が共同で提出した緊急雇用対策関連4法案の取り扱いについて「働く者にとっては、社会主義であろうと自由主義であろうと、給料を止められたら死ねということ。そのこともわからない状況だから、第二次補正も出せない。政権与党の今の対策は万死に値する」[6]と主張し、与党側に「与党が出している雇用対策も野党の提出した法案も特別かけ離れた内容ではない」緊急雇用対策関連4法案の成立を求めた。
- 2009年1月20日、ソマリア沖の海賊対策のため日本政府が自衛隊を派遣する方針であることについて、「海賊というのは漫画で見たことはあるが、イメージがわかない。ソマリア沖で、日本の船舶が海賊から襲撃を受けて被害を受けたということがあったのか」と発言。産経新聞は「民主党の安全保障政策の不安な一面を、浮き彫りにしているといえそうだ」と報じた[7][注釈 2]。
- 2009年3月5日の参院予算委員会で、西松建設事件で小沢一郎の秘書が逮捕されたことについて「小沢一郎民主党代表は国民への説明責任を果たした。今後も必要があれば説明責任を果たすと思う。真実は必ず明らかになり、秘書の潔白、無実が証明されると確信している」と述べた[10]。3月18日、小沢の辞任を求める声が7割を超えた世論調査について、足利事件における冤罪報道を挙げ「そういう報道に基づいた世論調査だから、そうなるのは当たり前の話でね。別の報道していたらそうはならない」と述べた[11]。

与党時代
- 2009年12月2日、郵政株式凍結法案が会期末ぎりぎりで参院に送付されたため審議時間が短かったことについて「野党の皆さんからもう少し十分な審議時間をと要求されている。国会は衆議院と参議院の両院で法案を審議するのだから、しっかりと二院制を認識して、法案審議に当たってもらいたい」と述べ、衆議院での審議の在り方について問題提起した[12]。
- 同日、みんなの党に入党した川田龍平が民主党について「一党独裁的な政治が行われている。自由に発言ができない」と発言したことについて、「（無所属だった川田の）質問などに広い心で協力してきた。どの党に入っても構わないが、民主党を批判してみんなの党に行くのは、お門違いも甚だしい」と反論した[13]。
- 2010年4月21日、普天間基地移設問題について、「「5月末までに（首相が）『ここ』と決める。反対運動が起きるだろうが仕方がない。」[14]「日本のどこへ持っていっても反対運動は起きるだろう。最終的には政治決着で総理がここと決めたら、政府一丸となって地域の人たちを説得にあたる、理解をいただくということでいいのではないか」と述べた[15]。
- 2010年6月16日、菅直人首相、荒井聰大臣の問責決議案、江田五月参議院議長不信任決議案を野党が取り下げない限り、参院本会議を開かない考えを示した[16][17]。
- 2010年11月2日、ロシアのメドベージェフ大統領が北方領土に上陸したことについて「不法占拠しておって、オレのところの土地だなんていうのが間違っている。論外だ」と非難。また野党が菅政権の外交を弱腰と批判していることに対して「強腰とか弱腰とかいう話じゃない。ロシアの大統領の乗った飛行機を撃墜するかね。そんなことできるわけないじゃないか」と反論した[18]。

引退後
- 2016年7月22日、細野豪志衆議院議員に対して、共産党と組む党運営に反対し、「このまま進めば民進党はじり貧だ」と警告。憲法改正議論をタブー視しないよう求め、細野には「民共連携に反対する候補を代表選に出すべきだ」と訴えた[19]。

## 栄典
- 2014年 - 旭日大綬章。

## 所属団体・議員連盟
- 天皇陛下御即位二十年奉祝国会議員連盟（常任幹事）